# Dracula marsupialis
Dracula marsupialis är en orkidéart som beskrevs av Carlyle August Luer och Alexander Charles Hirtz. Dracula marsupialis ingår i släktet Dracula och familjen orkidéer. Inga underarter finns listade i Catalogue of Life.